# Sauber C23
El Sauber C23 fue un monoplaza de Fórmula 1 diseñado por Sauber para la temporada 2004. Fue conducido por Giancarlo Fisichella, quien había cambiado desde Jordan con Nick Heidfeld, Felipe Massa y (en las pruebas solo) al piloto de pruebas Neel Jani. Tenía un motor V10 Ferrari de 3.0 litros con aspiración normal de 90 grados, (con la insignia de Petronas). El combustible también provino de Petronas y el coche compitió con neumáticos Bridgestone.
Giancarlo Fisichella anotó la mayor cantidad de puntos en el campeonato con 22 con un mejor resultado de 4º lugar en el Gran Premio de Canadá, mientras que Felipe Massa anotó 12 puntos también con un mejor resultado de 4º en el Gran Premio de Bélgica. El equipo anotó 34 puntos en general y el 6º lugar en el Campeonato de Constructores.

## Resultados
(Clave) (negrita indica pole position) (cursiva indica vuelta rápida)
| Año  | Equipo          | Motor            | Neu. | N.º | Pilotos              | 1   | 2   | 3   | 4   | 5   | 6   | 7   | 8   | 9   | 10  | 11  | 12  | 13  | 14  | 15  | 16  | 17  | 18  | Puntos | Pos. |
| ---- | --------------- | ---------------- | ---- | --- | -------------------- | --- | --- | --- | --- | --- | --- | --- | --- | --- | --- | --- | --- | --- | --- | --- | --- | --- | --- | ------ | ---- |
| 2004 | Sauber Petronas | Petronas 04A V10 | B    |     |                      | AUS | MYS | BHR | SMR | ESP | MON | EUR | CAN | USA | FRA | GBR | GER | HUN | BEL | ITA | CHN | JPN | BRA | 34     | 6º   |
| 2004 | Sauber Petronas | Petronas 04A V10 | B    | 11  | Giancarlo Fisichella | 10  | 11  | 11  | 9   | 7   | Ret | 6   | 4   | 9   | 12  | 6   | 9   | 8   | 5   | 8   | 7   | 8   | 9   | 34     | 6º   |
| 2004 | Sauber Petronas | Petronas 04A V10 | B    | 12  | Felipe Massa         | Ret | 8   | 12  | 10  | 9   | 5   | 9   | Ret | Ret | 13  | 9   | 13  | Ret | 4   | 12  | 8   | 9   | 8   | 34     | 6º   |

- [1]